# Saint-Marcel-Bel-Accueil
Saint-Marcel-Bel-Accueil – miejscowość i gmina we Francji, w regionie Owernia-Rodan-Alpy, w departamencie Isère.
Według danych na rok 1990 gminę zamieszkiwało 998 osób, a gęstość zaludnienia wynosiła 55 osób/km² (wśród 2880 gmin regionu Rodan-Alpy Saint-Marcel-Bel-Accueil plasuje się na 785. miejscu pod względem liczby ludności, natomiast pod względem powierzchni na miejscu 590.).